# Wotten Waven

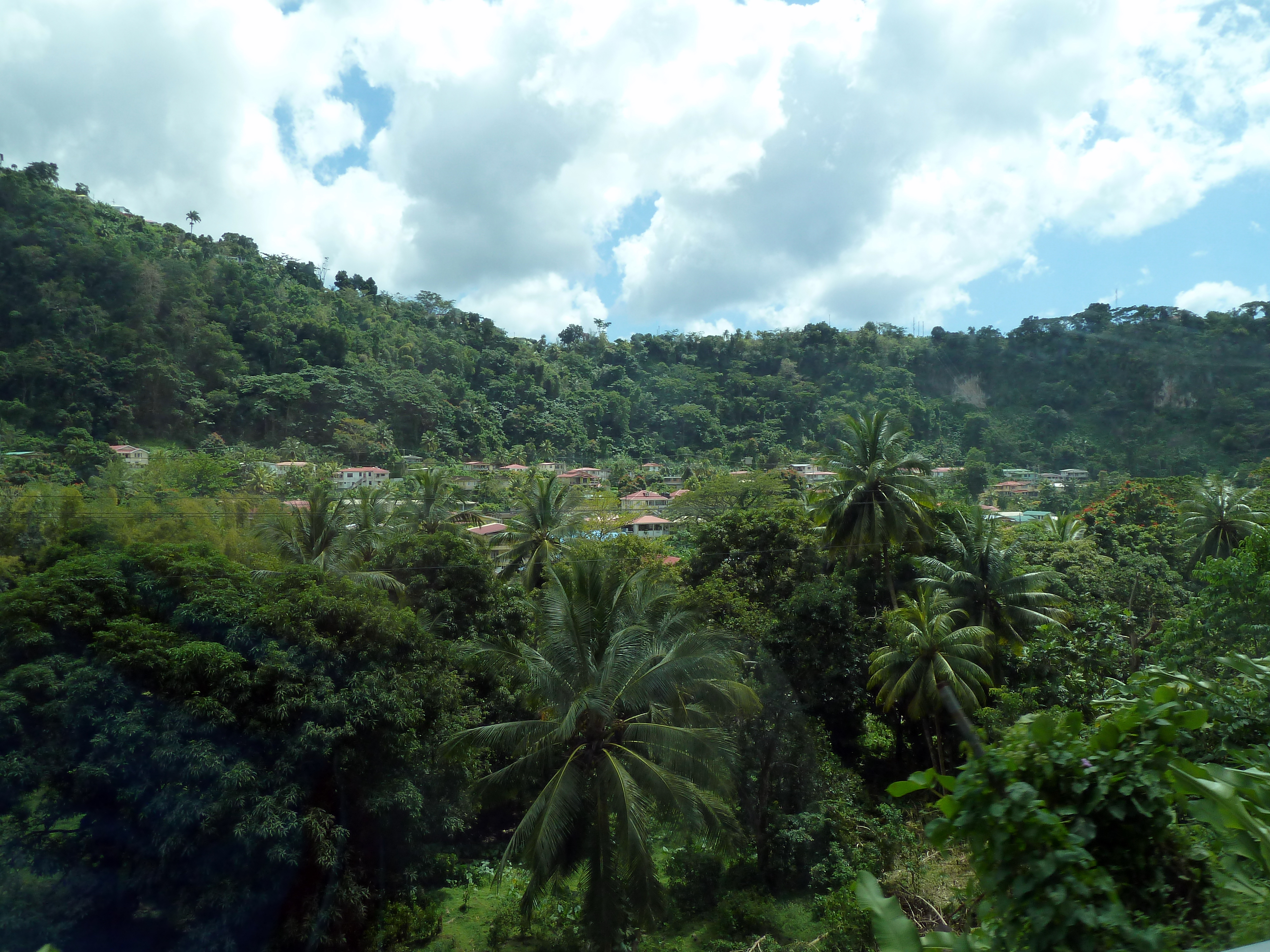
Blick auf Wotten Waven

Wotten Waven ist ein Ort im Südwesten von Dominica. Die Gemeinde hatte im Jahr 2011 313 Einwohner. Wotten Waven liegt im Parish Saint George.

## Geographische Lage
Die Ortschaft liegt südöstlich von Trafalgar und nordöstlich von Morne Prosper.